# Cody Ford
Cody Ford (Pineville, 28 dicembre 1996) è un giocatore di football americano statunitense che milita nel ruolo di offensive tackle per i Cincinnati Bengals della National Football League (NFL).

## Carriera universitaria
Ford al college giocò a football con gli Oklahoma Sooners dal 2015 al 2018. Nell'ultima stagione fu inserito nel Third-team All-American.

## Carriera professionistica

### Buffalo Bills
Ford fu scelto nel corso del secondo giro (38º assoluto) del Draft NFL 2019 dagli Buffalo Bills. Debuttò come professionista partendo come titolare nella gara del primo turno contro i New York Jets. La sua stagione da rookie si chiuse disputando tutte le 16 partite, tutte tranne una come titolare.

### Arizona Cardinals
Il 22 agosto 2022 Ford fu scambiato con gli Arizona Cardinals per una scelta del quinto giro del Draft NFL 2023.

### Cincinnati Bengals
Il 16 marzo 2023 Ford firmò un contratto di un anno con i Cincinnati Bengals.